# Beer Distribution Game
 (juin 2012).
Si vous disposez d'ouvrages ou d'articles de référence ou si vous connaissez des sites web de qualité traitant du thème abordé ici, merci de compléter l'article en donnant les références utiles à sa vérifiabilité et en les liant à la section « Notes et références ».
Le beer distribution game est un jeu conçu par le MIT (Massachusetts Institute of Technology) et utilisé dans de nombreuses entreprises partout dans le monde. Il est basé sur l’approvisionnement en bière, sujet d’une importance stratégique dans la vie des étudiants. Le jeu invite le participant à faire en sorte que l’apport en liquide soit assuré en tout temps et au meilleur coût.
Il s’agit de coordonner et rentabiliser une chaîne d’approvisionnement à quatre joueurs, chacun étant responsable d’une étape :
- le fabricant ;
- le distributeur ;
- le grossiste ;
- le détaillant.

## Règles du jeu
Chacun tient un inventaire et chacun peut être en rupture de stock. Tenir un inventaire coûte 50 cents par unité par tour, être en rupture de stock coûte un dollar par unité et par tour.
Il est impossible de sauter une étape et une commande ne circule pas plus vite que les caisses de bière.  Autrement dit, quand le détaillant passe une commande au grossiste, elle prendra deux autres tours avant de se rendre au fabricant. Quand le fabricant envoie une livraison, elle prendra deux tours supplémentaires avant de se rendre au détaillant.  Ainsi chacun doit prévoir et commander d’avance, chacun doit tenir un inventaire ni insuffisant, ni trop lourd.
S’agissant d’un jeu d’équipe, chaque membre doit essayer de minimiser les coûts pour l’ensemble de la chaîne et non seulement pour sa seule étape.

## Aléas et imprévus
Il s’agit surtout d’un jeu de chiffres, il permet de comprendre comment optimiser une chaîne d’approvisionnement.